# 豐田Prius c
豐田Prius c（C代表城市），在日本被稱為TOYOTA AQUA（日语：トヨタ・アクア），是由丰田汽车所生產製造的次緊湊型油電混合車。是豐田Prius家族系列產品的第三個成員，為結合豐田Yaris車型大小的油電車版本。PRIUS C的訂價低於傳統的豐田普銳斯，根據美国国家环境保护局的測試報告，其在城市中行駛有著比較高的燃油效率。

## 概念車

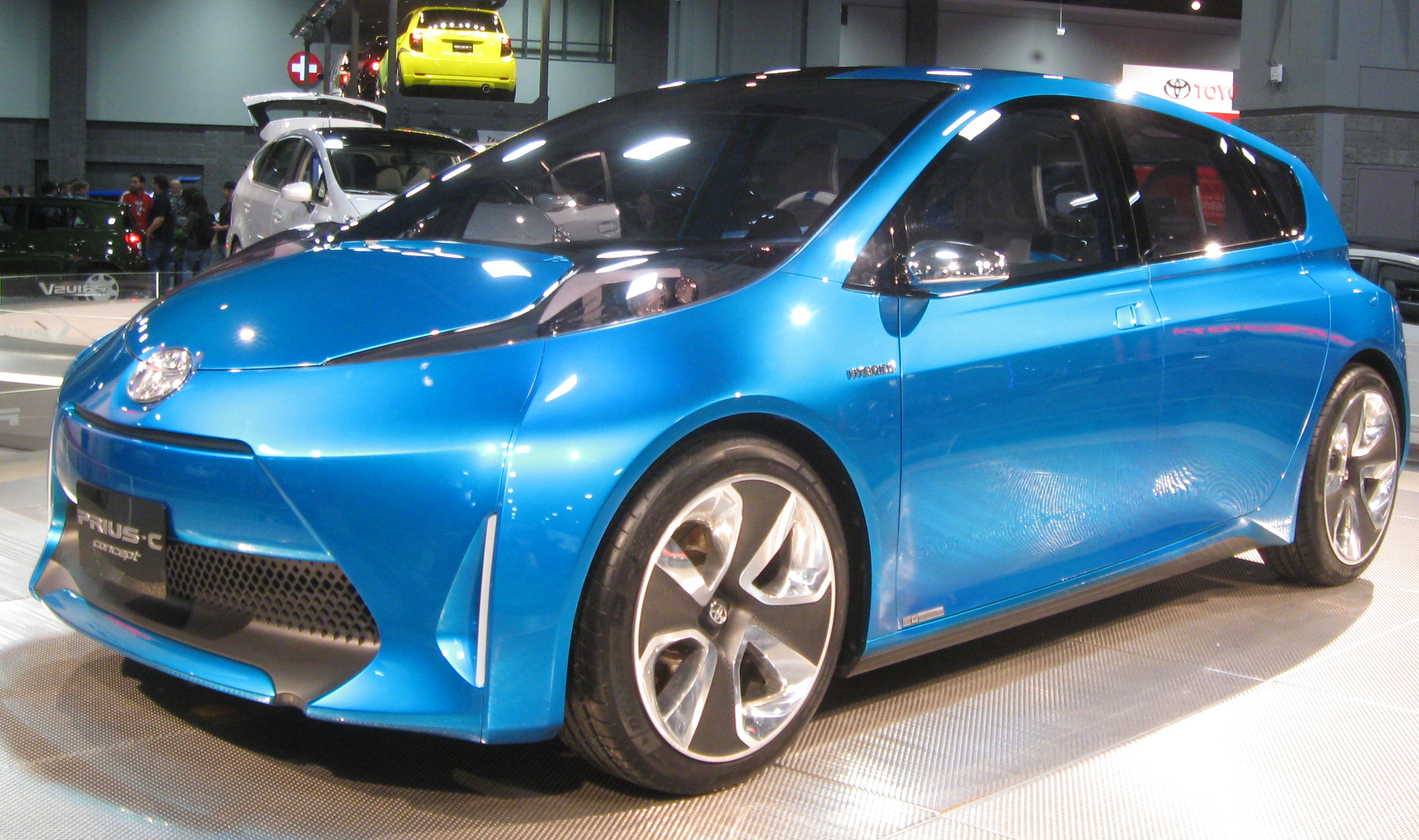
在2011年華盛頓車展所展示的Prius c concept

## 規格

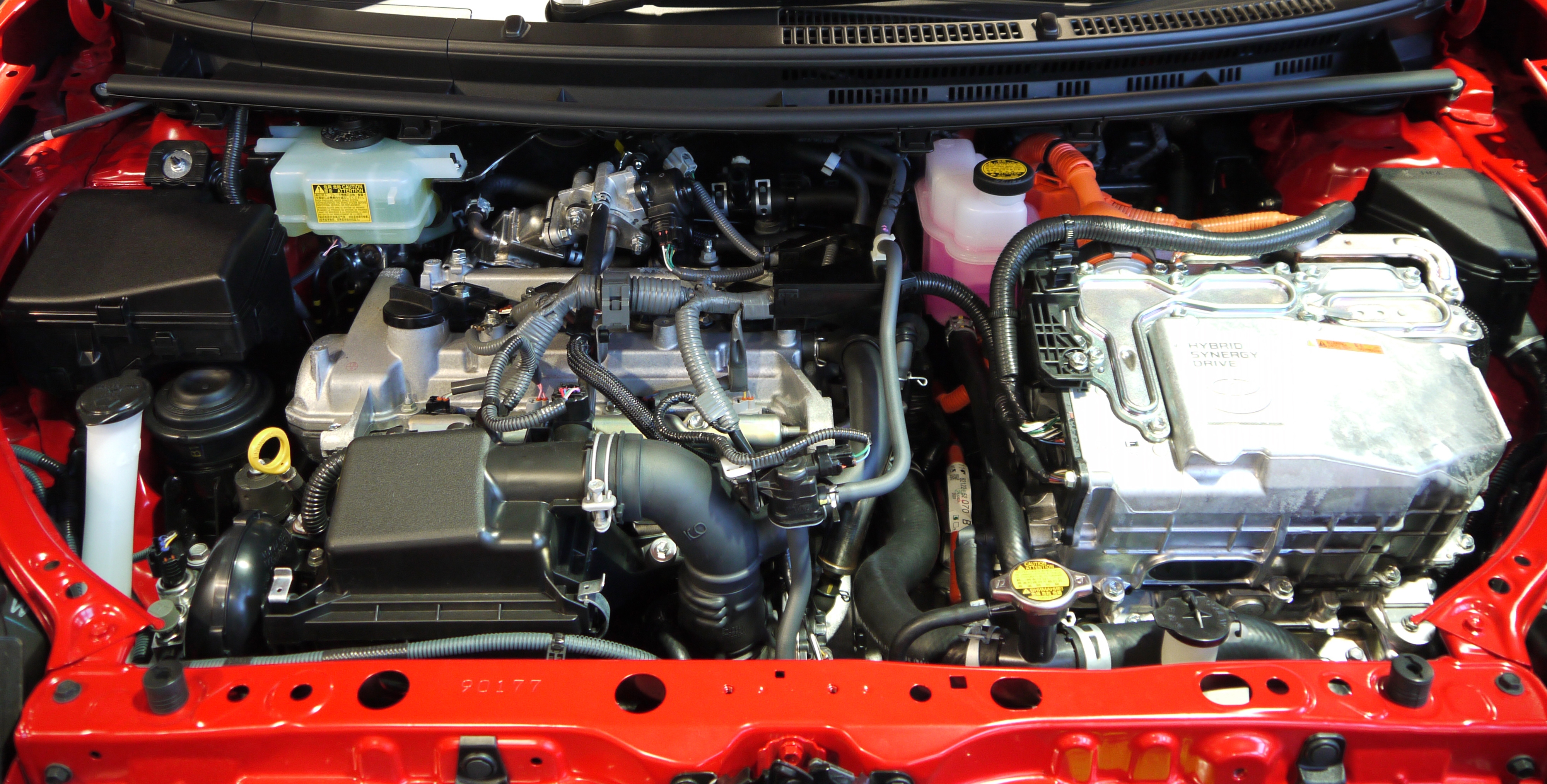
Prius c的引擎室，左方為引擎，右方為複合動力協同驅動器（Hybrid Synergy Drive）

以豐田Yaris底盤，搭載豐田的一具1.5升DOHC 直列四缸引擎。
車體略小於傳統的豐田普銳斯。

## 燃油效率參考
廠商號稱：
- 日本，35.4KM/L。[2]
- 臺灣，23.6KM/L。

## 目標市場與銷售狀況
在2012年10月，全球共已售出25萬9千7百多台，光是日本就賣了22萬台，占全球的總銷售的百分之八十四點八。  PRIUS C將不在歐洲販售，在歐洲地區而是由自2012年6月起銷售Toyota Yaris Hybrid取代。

### 日本
豐田AQUA於2011年12月在日本上市，定價於169萬日圓。豐田公司最初銷售目標為每月12000台，但在推出市場之前，豐田已經收到為AQUA六萬台的訂單。2012年1月31日，訂單數量成長到12萬台。並於2013和2014兩年獲得日本汽車年銷售量冠軍。

### 香港
在2012年中，共銷售有358台, 超過以往銷售過的傳統Prius（132台）與Prius V（113台）。

### 菲律賓
在2012年1月上市銷售，建議售價在1,475,000披索（折合約34,250美元）。

### 馬來西亞
在2012年2月於上市銷售，建議售價在九萬七千令吉（折合約31,750美元），包含保險。

### 美國
Prius C在2012年3月於美國開始上市銷售，訂價在18,950美元，並加上一筆760美元 destination charge。 
上市三天後的美國市場上，汽車製造商宣稱Prius C已經變成"豐田汽車中賣得最快的一部車輛"。在美國市場上市的第一個月，Prius C總共售出4,875台，統計Prius family家族贏來17.0%的銷售增長。
在2012年全年度中，總共有35,733台被售出，而且Prius C排名在全美國最好銷售的油電混和車的第四名。

### 加拿大
Prius C在2012年3月於加拿大開始上市銷售，建議售價在20,950加幣（折合約21,100美元）。
 在加拿大上市的第一個月，就賣出了328輛，占了該月豐田小型車銷售量的25%。
2012年4月總共銷售556台，在上市一個月裡，Prius家族銷售增加39%，豐田微型車增加33%。
在2012年總共售出2,530台。

### 臺灣
在2012年3月於上市銷售， 建議售價為869,000元新台幣（折合約29,100美元）。
2017年8月建議售價調降為799,000元新台幣。
2018年10月推出cross over version建議售價為819,000元新台幣。

### 新西蘭
在2012年4月上市銷售,  建議售價在30,990元新西蘭幣（折合約25,400美元）。

### 澳大利亞
Prius C在2012年4月於澳大利亞開始上市銷售，訂價在23,990元澳幣（24,426美元）。另有一個進階微調與高規格的車型被稱為Prius C i-Tech且訂價在26,990元澳幣（27,480美元）。

在2012年中，總共有1883台Prius c售出，大大領先早前銷售的傳統Prius（861台）。

## 外部連結
- 豐田Prius C全球網站 （页面存档备份，存于）
- 豐田Aqua （页面存档备份，存于）(日本)